# Al-Mustarchid
Abû al-Mansûr « Al-Mustarchid bi-llah » al-Fadhl ben Ahmad al-Mustazhir surnommé Al-Mustarchid. Il est né en 1092. Il a succédé comme vingt-neuvième  Calife abbasside de Bagdad à son père Al-Mustazhir en 1118. Il est mort assassiné en 1135. Son fils Ar-Râchid lui a succédé.
Physiquement, il était roux aux yeux bleus.

## Biographie
Le Calife Abbasside Al-Mustazhir et le Sultan Seldjoukide Muhammad Ier sont morts la même année. La succession califale n’a pas provoqué de heurts, alors que les Seldjoukides étaient divisés : le nouveau Sultan fut Mahmud II. Al-Mustarchid essaya de profiter de cette circonstance pour recouvrer son indépendance et le contrôle de ses troupes. Orateur de talent, il rassembla derrière lui la population de Bagdad.

### Règne de Mahmud II

#### Zengi
`Imad ad-Dîn Zengi était le fils de Aq Sunqur al-Hajib, gouverneur d'Alep sous le Sultan Malik Chah Ier.
De nombreux soulèvements eurent lieu, visant à le renverser le Sultan. Zengi resta fidèle au Sultan et parvint à gagner sa confiance et son respect.

#### Dubays
Dubays était de la tribu arabe des Banu Mazyad, Dubays était un général sans scrupule.
En 1123, Dubays avec un frère du Sultan commença un raid vers Bagdad. Les Seldjoukides menés par Zengi ont  administré un cuisant revers à l’armée de Dubays. Ils purent ainsi sauver le Califat d’un danger certain. Dubays se rallia après sa défaite aux Croisés et participa avec eux au siège d’Alep, dans l’espoir de pouvoir s’en emparer.
Les relations entre le Sultan et le Calife se sont détériorées vers 1125. Le Calife envoya une armée pour prendre Wâsit. Zengi alors gouverneur de Bassora vint à la rencontre des armées du Calife.
Les troupes du Calife battues près de Bagdad ont rendu les armes. Zengi joua un grand rôle pour mettre fin au conflit et apaiser la situation. Le Calife s’est enfermé dans son palais (1126). Zengi devint l'Atabeg de Mossoul en 1127 et d'Alep en 1128, unifiant les deux villes sous son règne personnel. Il fonda la dynastie des Zengides.

### La succession de Mahmud II
En 1131, le Sultan Mahmud II est décédé. Le gouverneur de l’Azerbaïdjan, Ghiyath ad-Dîn Mas`ûd ben Muhammad chercha à s’emparer du trône seldjoukide en Irak avec le soutien de Zenki. Un premier prétendant au titre de Sultan d’Irak fut plus prompt à se faire reconnaître par le Calife : Dawud
(David) un fils de Mahmud.
En 1132, ce fut le tour de Tuğrul II, frère de Mas`ûd ben Muhammad. Une bataille éclata alors entre les deux frères et se scella par la défaite de Zengi qui vit une importante partie de son armée capturée. Ce fut ce qui le poussa à aller se réfugier à Tikrit.
Les Turcs se sont sentis menacés par cette victoire du Calife. Ils ont refait leur unité autour d’un seul prétendant Seldjoukide, Mas`ûd, le frère de Mahmud.
Enfin Mas`ûd parvenait à ses fins et devenait Sultan d’Irak. Mas`ûd s’est présenté à Bagdad pour obtenir sa couronne des mains du Calife. Al-Mustarchid en profita pour le sermonner lors de la cérémonie (janvier 1133).
Zengi reprit le combat en Syrie, il a mis le siège à Damas. Ce siège fut un échec car il a été rappelé par des troubles plus à l’est. Il n’a pu rien faire de plus contre les croisés avant la mort du Calife.

### Fin du règne
En juin 1135, Al-Mustarchid, abandonné par la plupart des émirs, est vaincu et capturé par le nouveau Sultan Seldjoukide Mas`ud. Mas`ud le fait assassiner deux mois plus tard : on a retrouvé le Calife nu sous sa tente, les oreilles et le nez coupés, le corps transpercé d’une vingtaine de coups de poignard. 
Dès son assassinat, les soupçons se portent sur un membre de la secte des nizarites. Pour lever les soupçons qui pesaient sur lui, le Sultan Seldjoukide accuse sur son vieil ennemi Dubays, qu'il fait mettre à mort.
Le fils d’Al-Mustarchid, Ar-Râchid lui a succédé comme Calife.